# 英聯邦運動會聯合會
英聯邦運動會聯合會（簡稱：CGF）是負責指導、控制和舉辦英聯邦運動會和英聯邦青年運動會的國際組織，同時也是所有72個各國英聯邦運動會協會（CGA）的上級管理機構。英聯邦運動會聯合會隸屬於英聯邦，總部位於英國英格蘭倫敦。
英聯邦運動會是全球第二大的綜合運動會，僅次於奧林匹克運動會。

## 歷史
由於1930年在加拿大漢密爾頓舉辦的第一屆大英帝國運動會取得成功，大不列顛及其自治領、殖民地和領地的代表在帝國會議決定，大英帝國運動會應與奧運會等類似的國際運動會一樣每四年舉行一次。1932年夏季奧運會後，英聯邦決定成立「大英帝國運動會聯合會」（British Empire Games Federation），負責組織、舉辦和管理該比賽。

### 名稱變更
聯合會的名稱於1952年更名為「大英帝國和英聯邦運動會聯合會」（British Empire and Commonwealth Games Federation），1966年在牙買加再次更名為「大英聯邦運動會聯合會」（British Commonwealth Games Federation），直到1974年在紐西蘭基督城最終更名為「英聯邦運動會聯合會」（Commonwealth Games Federation）。

## 組織

### 英聯邦運動會聯合會大會
英聯邦運動會聯合會大會（CGFGA）是英聯邦運動會聯合會的最終治理機構和最高權力機構，有權對任何決定進行投票表決，包括在哪些城市和由哪個英聯邦運動會協會舉辦英聯邦運動會。英聯邦運動會聯合會大會由每個英聯邦成員國和地區的英聯邦運動會協會的3名或以上代表，以及執行委員會成員共同組成。
英聯邦運動會聯合會大會會議由英聯邦運動會聯合會主席主持，每個成員國或地區的英聯邦運動會協會和主席有一票表決權。 然而，副主席、終身副主席、執行委員會、英聯邦運動會組委會（OC）的代表和主席邀請的觀察員只能列席大會，沒有投票權。

## 現任執行委員會成員
| 職位       | 職位       | 姓名                 | 所屬國家          |
| ---------- | ---------- | -------------------- | ----------------- |
| 贊助人     | 贊助人     | 查理三世國王         |                   |
| 副贊助人   | 副贊助人   | 愛丁堡公爵愛德華王子 |                   |
| 主席       | 主席       | 路易絲·馬丁女爵士    | 英國（ 蘇格蘭）   |
| 副主席     | 副主席     | 布魯斯·羅伯遜        | 加拿大            |
| 副主席     | 副主席     | 克里斯·詹金斯        | 英國（ 威爾士）   |
| 副主席     | 副主席     | 凱琳·史密斯          | 紐西蘭            |
| 區域副主席 | 非洲       | 米里亞姆·莫約        | 尚比亞            |
| 區域副主席 | 美洲       | 朱迪·西蒙斯          | 英國（ 百慕大）   |
| 區域副主席 | 亞洲       | 克里斯·陳            | 新加坡            |
| 區域副主席 | 加勒比海   | 福爾圖娜·貝爾羅斯    | 聖露西亞          |
| 區域副主席 | 歐洲       | 哈利·墨菲            | 英國（ 直布羅陀） |
| 區域副主席 | 大洋洲     | 休·格雷厄姆          | 庫克群島          |
| 法律顧問   | 法律顧問   | 桑德拉·奧斯本        | 巴巴多斯          |
| 運動員代表 | 運動員代表 | 羅娜·托夫特          | 英國（ 蘇格蘭）   |

### 終身榮譽成員
| 職位           | 姓名            | 所屬國家        |
| -------------- | --------------- | --------------- |
| 終身榮譽主席   | 邁克爾·芬內爾   | 牙買加          |
| 終身榮譽主席   | 彼得·希特利     | 英國（ 蘇格蘭） |
| 終身榮譽主席   | 東姑英南王子    | 馬來西亞        |
| 終身榮譽副主席 | 亞歷山大·查普曼 | 千里達及托巴哥  |
| 終身榮譽副主席 | 沙勒·拉奧       | 肯尼亞          |
| 終身榮譽副主席 | 沙利士          | 香港            |
| 終身榮譽副主席 | 奧斯汀·西利     | 巴巴多斯        |
| 終身榮譽副主席 | 摩尼·傑加塞桑   | 馬來西亞        |
| 終身榮譽副主席 | 吉迪恩·薩姆     | 南非            |

## 歷任主席
英聯邦運動會聯合會主席負責主持執行委員會和大會，其他職責包括邀請英聯邦元首或英國王室成員出席英聯邦運動會的開幕和閉幕禮，並監督即將舉行的賽事準備工作。主席一職由英聯邦各成員國和地區的英聯邦運動會協會在英聯邦運動會聯合會大會上選舉產生。
| 任序 | 姓名                        | 所屬國家         | 就任年份 | 卸任年份 | 任内賽事 |
| ---- | --------------------------- | ---------------- | -------- | -------- | --- |
| 1    | 詹姆斯·利伍德 KBE，CB，CMG  | 英國 （ 英格蘭） | 1930年   | 1938年   | - 1930年大英帝國運動會 - 1934年大英帝國運動會 - 1938年大英帝國運動會                                                                               |
| 2    | 阿瑟·波里特 B.t.，KCMG，CBE | 紐西蘭           | 1950年   | 1966年   | - 1950年大英帝國運動會 - 1954年大英帝國與英聯邦運動會 - 1958年大英帝國與英聯邦運動會 - 1962年大英帝國與英聯邦運動會 - 1966年大英帝國與英聯邦運動會 |
| 3    | 亞歷克斯·羅斯               | 紐西蘭           | 1968年   | 1982年   | - 1970年大英聯邦運動會 - 1974年大英聯邦運動會 - 1978年英聯邦運動會 - 1982年英聯邦運動會                                                            |
| 4    | 彼得·希特利 CBE，DL         | 英國 （ 蘇格蘭） | 1982年   | 1990年   | - 1986年英聯邦運動會 - 1990年英聯邦運動會 |
| 5    | 沙利士 GBM，OBE，JP         | 香港             | 1994年   | 1997年   | - 1994年英聯邦運動會 |
| 6    | 邁克爾·芬內爾 OJ，CD        | 牙買加           | 1997年   | 2010年   | - 1998年英聯邦運動會 - 2002年英聯邦運動會 - 2006年英聯邦運動會 - 2010年英聯邦運動會                                                                |
| 7    | 東姑英南王子                | 馬來西亞         | 2010年   | 2014年   | - 2014年英聯邦運動會 |
| 8    | 路易絲·馬丁女爵士 DBE       | 英國 （ 蘇格蘭） | 2014年   | 至今     | - 2018年英聯邦運動會 - 2022年英聯邦運動會 |